# Samar Nassar
Samar Nassar (Líbano, 16 de febrero de 1978) es una nadadora jordana. 
Participó en los Juegos Olímpicos de verano de 2000 celebrados en Sídney representando a Palestina. Compitió en la segunda manga de la primera ronda de la prueba de 50 metros libres, con un tiempo de 30,05 s. Finalizó en la 65.ª posición global. En los de Juegos Olímpicos de verano de 2004 en Atenas participó por Jordania. También en la primera ronda de los 50 metros libres hizo un tiempo de 30,83 s, y acabó en 62.º lugar.